# Eicca Toppinen

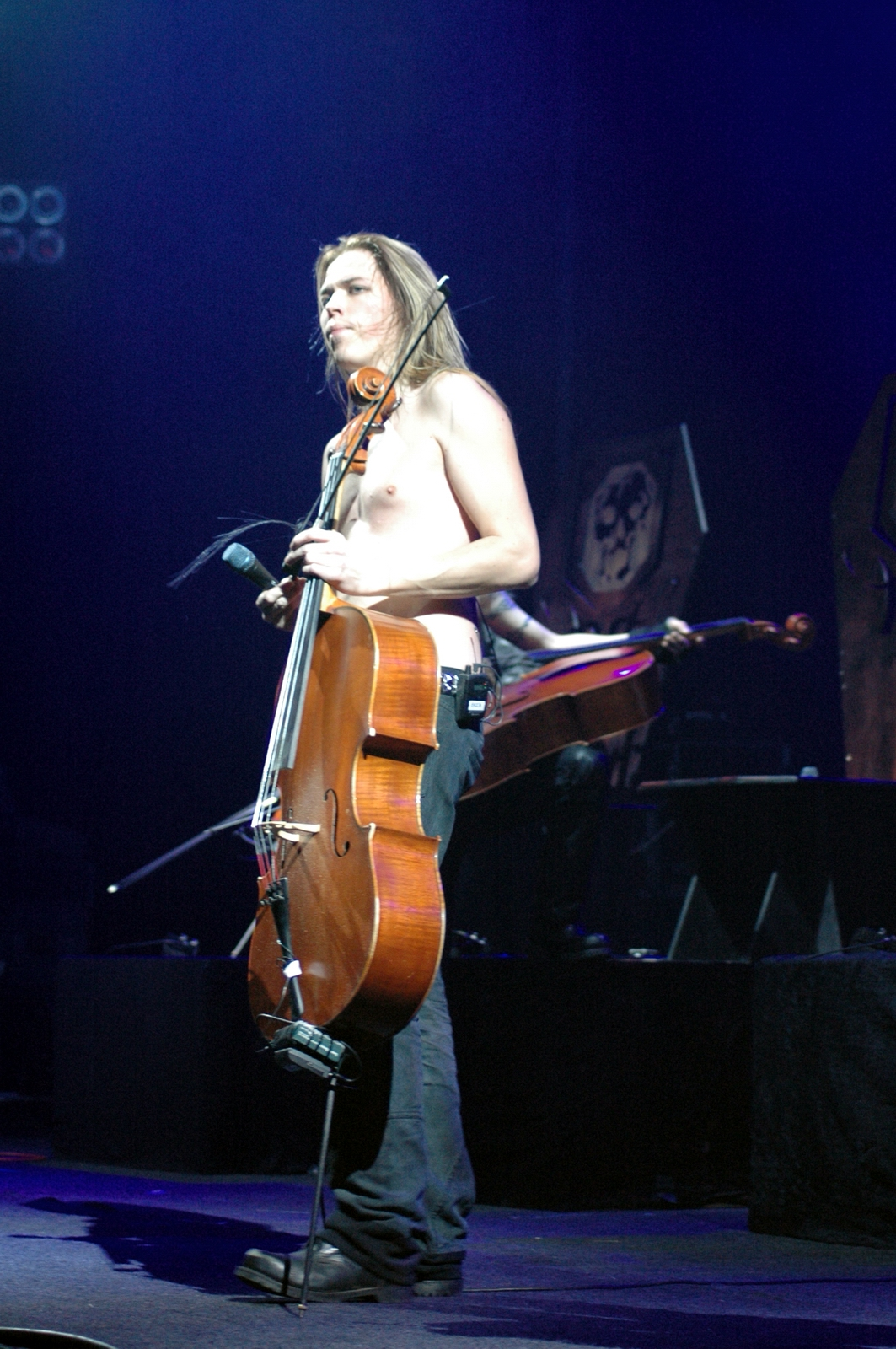
Eicca Toppinen bij een optreden van Apocalyptica op het Metalmania Festival van 2005 in Polen

Eino Matti "Eicca" Toppinen (Vantaa, 5 augustus 1975) is een Finse cellist en songwriter. Toen hij 9 jaar was leerde hij cello spelen, en terzelfder tijd leerde hij ook drum spelen. Hij speelde in verscheidene orkesten zoals het Radio Symphony Orchestra of Avanti.
Op de Sibeliusacademie in Helsinki leerde hij Paavo Lötjönen, Antero Manninen en Max Lilja kennen. Samen richtten ze hun eigen cellorockband op: Apocalyptica.
Eicca Toppinen is getrouwd met de Finse actrice Kirsi Ylijoki. Samen hebben ze 2 zonen: Eelis en Ilmari.
Na de eerste liederen geschreven te hebben voor Apocalyptica, heeft hij ook muziek geschreven voor andere projecten, zoals voor het toneelstuk Paper Rain en voor de Finse film Milja.
In 2007 schreef hij de soundtrack voor de Finse film Musta jää.
Op 3 februari 2008 won hij een Jussi Award. Ook heeft hij het hoofdthema van de film geschreven, gezongen door Hanna Pakarinen.
- Bibsys: 5086080
- Biblioteca Nacional de España: XX5130636
- Bibliothèque nationale de France: cb155879058 (data)
- CiNii: DA16583178
- Gemeinsame Normdatei: 135190215
- International Standard Name Identifier: 0000 0003 6788 7411
- MusicBrainz: 2c9bceb0-c14f-4460-af0e-ca387470181c
- Nationale Bibliotheek van Tsjechië: xx0196060
- Virtual International Authority File: 233422025
- WorldCat: E39PBJmTrcBj3h4Ccbwfh8c9Dq